# Ernst zur Nieden
Ernst zur Nieden (* 30. April 1903 in Viernheim; † 18. April 1974 in Wiesbaden) war ein deutscher evangelischer Geistlicher.

## Leben und Werk
Zur Nieden, ein Sohn des Pfarrers Ernst Karl zur Nieden (1874–1958), studierte in Gießen, Tübingen und Rostock Theologie und wurde 1926 an der Universität Gießen zum Lizentiaten promoviert. Nach ersten Gemeindestellen in Bessungen, Darmstadt und Bad Nauheim wurde er 1929 Jugendpfarrer in Offenbach. 1933 wechselte er in das Pfarramt der Markuskirche in Offenbach und engagierte sich bald mit großen Teilen der Gemeinde in der Bekennenden Kirche. Von 1936 an war er zugleich Leiter des Evangelischen Männerwerks Hessen und Nassau. 1945 wurde zur Nieden in die neugebildete Kirchenleitung der Evangelischen Kirche in Hessen und Nassau berufen und arbeitete nebenamtlich auch an der Gründung der Evangelischen Akademie der Landeskirche, die zuerst in Echzell, später in Arnoldshain ansässig war. Von 1950 bis 1969 hatte er als Propst in Süd-Nassau die Leitung eines der Aufsichtsbezirke der Evangelischen Kirche in Hessen und Nassau inne. 
Zur Nieden verfasste populäre Bücher über christliches Leben und wurde einer breiten Öffentlichkeit auch als Sprecher der Fernsehsendung Das Wort zum Sonntag bekannt. Sein besonderes Engagement galt der Männerarbeit; so war er von 1945 bis 1964 theologischer Leiter der Männerarbeit der Evangelischen Kirche in Deutschland (EKD), ab 1960 zusätzlich Präses der Aktionsgemeinschaft für Arbeitnehmerfragen.
Die nach ihm benannte Propst Ernst zur Nieden-Stiftung der Evangelischen Kirche in Hessen und Nassau soll die kirchliche Erwachsenenarbeit fördern.
Aus der 1932 geschlossenen Ehe mit Klara Jungé (* 1907) gingen ein Sohn und eine Tochter hervor.

## Ehrungen
- 1960: Theologische Ehrendoktorwürde der Philipps-Universität Marburg
- 1968: Großes Verdienstkreuz der Bundesrepublik Deutschland

## Schriften (Auswahl)
- Der Missionsgedanke in der systematischen Theologie seit Schleiermacher. Bertelsmann, Gütersloh 1928.
- Was jedermann heute von der Mission wissen muss. Warneck, Berlin 1931.
- Sprechstunden mit deinem Ich. Ein Buch von dir und allem, was dich angeht. Ungelenk, Dresden 1935 (etliche Neuauflagen, Neuausgaben und Übersetzungen bis 1986).
- Mensch sei Mensch. Evangelische Verlagsanstalt, Berlin 1948.
- Die Gemeinde nach dem Gottesdienst. Klotz, Stuttgart 1950.